# Radek Tejml
Radek Tejml (* 30. září 1967) je bývalý český fotbalista, obránce.

## Fotbalová kariéra
Hrál za SK Dynamo České Budějovice, FC Slovan Liberec a AFK Atlantic Lázně Bohdaneč. V československé a české fotbalové lize nastoupil ve 181 utkáních a dal 4 góly.

## Ligová bilance
| Ročník                                   | Zápasy | Góly | Klub                        |
| ---------------------------------------- | ------ | ---- | --------------------------- |
| 1. československá fotbalová liga 1991/92 | 26     | 0    | SK Dynamo České Budějovice  |
| 1. československá fotbalová liga 1992/93 | 29     | 1    | SK Dynamo České Budějovice  |
| 1. česká fotbalová liga 1993/94          | 27     | 0    | SK Dynamo České Budějovice  |
| 1. česká fotbalová liga 1994/95          | 26     | 0    | SK Dynamo České Budějovice  |
| 1. česká fotbalová liga 1995/96          | 20     | 0    | SK Dynamo České Budějovice  |
| 1. česká fotbalová liga 1996/97          | 5      | 1    | FC Slovan Liberec           |
| 1. česká fotbalová liga 1996/97          | 19     | 1    | SK Dynamo České Budějovice  |
| 1. Gambrinus liga 1997/98                | 6      | 0    | SK Dynamo České Budějovice  |
| 1. Gambrinus liga 1997/98                | 19     | 1    | AFK Atlantic Lázně Bohdaneč |
| 1. Gambrinus liga 1998/99                | 4      | 0    | SK Dynamo České Budějovice  |
| CELKEM                                   | 181    | 4    |                             |